# Карманов, Роман Владимирович
Роман Владимирович Карманов (род. 16 февраля 1977, Лиепая, ЛатССР, СССР) — российский медиаменеджер, генеральный директор Президентского фонда культурных инициатив, бывший сопредседатель Комитета по СМИ и информационной политике Ассоциации менеджеров.
До июня 2021 года — первый заместитель генерального директора ИД «Комсомольская правда», генеральный директор радиостанции «Комсомольская правда». С января 2023 года стал членом Общественного совета при Минкультуры.

## Биография
Родился 16 февраля 1977 года в городе Лиепая в семье военного. В 3 года с родителями переехал во Владивосток, затем с 10 до 16 лет проживал в Вилючинске Камчатского края. После окончания средней школы вернулся во Владивосток. Был солистом местной рок-группы «Асснова». В 2000 году окончил Дальневосточный государственный университет по специальности «Философия». В 2007 году получил МВА в Академии народного хозяйства при Правительстве РФ.
В 2013 году переехал в Санкт-Петербург. С 2015 года проживает в Москве.

#### Личная жизнь
Женат на журналистке Кармановой Наталье (род. 1978). Трое детей.

## Деятельность
Работал в газете «Репортёр», на радио «Студия О’Кей», в информационном агентстве «ИМА-пресс», а также был главным редактором журнала «Умные вещи». В 2000 году был шеф-редактором радиостанции «Новая волна» (Приморский край). С 2002 по 2004 был основателем и главным редактором информационного агентства «Дейта.RU». С 2004 по 2007 являлся генеральным директором «Комсомольской правды» во Владивостоке. В 2005 году вошёл в состав экспертов конкурса «Компания года и менеджер года в Приморском крае — 2004». В 2007 году Карманов образовал медиахолдинг ИД «Бизнес Кейс», с 2007 по 2012 год генеральный директор. В 2009 году стал автором издания «Я — первоклассник».
С 2010 года Карманов был генеральным директором радиостанции VBC, а с 2011 — радиостанции «Лемма». В 2012 году был назначен заместителем главы администрации города Владивосток, 11 июня 2013 года покинул пост. С 2013 по 2015 год — генеральный директор ЗАО «Комсомольская правда в Санкт-Петербурге». С 2015 года — первый заместитель генерального директора ИД «Комсомольская правда». В 2016 году реализовал проект «Госдума 2016. Перезагрузка», за который был награждён премией от Российской ассоциации политических консультантов. В августе стал членом жюри на фотовыставке «Планета Москва».
В 2017 году Карманов вошёл в список Топ-1000 лучших менеджеров страны, занимая первую позицию в категории GR, удерживал лидерство в течение трёх лет. С 30 августа 2017 года ежегодно выступает спикером на международном форуме Baltic Weekend. В том же году выступил в качестве автора медиа-проекта «Дальневосточный прорыв», а также одноимённого журнала, партнёра Восточного экономического форума. С 2017 года член жюри Всероссийского проекта в области социальной ответственности «Герои нашего времени». 12 декабря выступил в качестве эксперта на форуме People Investor 2017. В 2018 году стал автором просветительского проекта «Наша рыба». 4 декабря стал участником форума «Медиапрорыв». 26-27 июня 2019 года стал спикером VIII Среднерусского экономического форума. Осенью стал членом жюри проекта «Героям — быть!».
В январе 2020 года назначен генеральным директором радиостанции «Комсомольская правда». Является автором и ведущим радио-программ «Внутренняя политика» и «Доброволец». В марте стал одним из наставников в конкурсе «Доброволец России». В апреле того же года был спикером на первом международном онлайн-форуме «Мир после коронавируса: взгляд из сердца Евразии». В мае Карманов стал одним из членов жюри всероссийского конкурса социальных проектов «Инносоциум». В декабре выступил в качестве члена жюри губернаторской премии «Медиана», а также проекта «Героям — быть!». В том же месяце стал экспертом Третьего Дальневосточного православного медиафорума «Доброе слово». 
27 марта 2021 года стал ведущим форума «Город — это мы!». В 2021 году получил премию «Медиа-менеджер России» в номинации «Электронные медиа» в категории «Федеральные радиостанции». Спикер международного форума «Корпоративное волонтёрство». Входит в попечительский совет фонда DaDobro.
7 июня 2021 года назначен генеральным директором учрежденного Владимиром Путиным Президентского фонда культурных инициатив. В июне 2022 года стал членом жюри конкурса «Дизайн Акт-2022». 1 июля выступил в роли спикера на фестивале культуры «Белый июнь». В августе вошёл в состав организационного комитета «О праздновании 200-летнего со дня рождения Л.Н. Толстого».
Вместе с композитором Еленой Кипер ведёт проект «Креативные индустрии» в линейке «Подкаст.Лаб» на «Первом канале».
20 января 2023 года вошёл в состав Общественного совета при Министерстве культуры. В апреле 2023 года вошёл в Попечительский совет музея-заповедника истории Дальнего Востока имени В.К. Арсеньева.

## Форумы
- Восточный экономический форум — 2021[75], 2022[76][77]
- Петербургский международный экономический форум — 2022[78][79]
- форум гражданских инициатив «Сообщество» — 2021[80][81]

## Награды
- медаль «За вклад в развитие Владивостока»[21]
- 2016 — диплом 1 степени Российской ассоциации политических консультантов в номинации «Лучший журналистский материал/серия материалов о выборах»[33]
- 2017 — призёр VI Всероссийского конкурса журналистских работ «Предпринимательство в России: история, успехи, проблемы»[82]
- 2017—2019 — трёхкратный победитель в номинации GR ТОП-1000 Российских менеджеров[83]
- 2018 — благодарственное письмо от Президента РФ Путина В.В. «За участие в подготовке к выборам Президента 2018 года»
- 2018 — победитель в номинации «За вклад в информационное освещение развития корпоративного волонтёрства» премии «Чемпионы добрых дел»[84]
- 2019 — премия «Медиа-менеджер России»[85]
- 2020 — победитель конкурса «Лидеры России. Политика»[86][87]
- 2021 — премия «Медиа-менеджер России» в номинации «Электронные медиа» в категории «Федеральные радиостанции»[61]
- 6 ноября 2024 — Орден Дружбы — за активное участие в подготовке и проведении общественно значимых мероприятий[88]
- 19 ноября 2024 — Благодарность Правительства Российской Федерации — за большой вклад в подготовку и проведение X Санкт-Петербургского международного форума объединённых культур[89]

## Примечание
1. 1 2  Победитель конкурса «Лидеры России» Роман Карманов: «Совет очень простой – брать от университета максимум!» (англ.). www.dvfu.ru. Дата обращения: 16 апреля 2021. Архивировано 16 апреля 2021 года.
2. 1 2 3  Бывший вице-мэр Владивостока не захотел становиться чиновником с большой буквы Ч - AmurMedia. primamedia.ru. Дата обращения: 16 апреля 2021. Архивировано 16 апреля 2021 года.
3. ↑  Карманов Роман Владимирович - ПРЕЗИДЕНТСКИЙ ФОНД КУЛЬТУРНЫХ ИНИЦИАТИВ. vembo.ru. Дата обращения: 7 июня 2021. Архивировано 7 июня 2021 года.
4. ↑  Победитель конкурса "Лидеры России. Политика" назначен главой фонда культурных инициатив. ТАСС. Дата обращения: 21 июня 2021. Архивировано 24 июня 2021 года.
5. ↑  Заседание Комитета по СМИ и информполитике Ассоциации менеджеров. РИА Новости (19 июня 2020). Дата обращения: 16 апреля 2021. Архивировано 16 апреля 2021 года.
6. ↑  60% россиян полагают, что мундиаль положительно повлиял на улучшение имиджа Отечества. Журнал БОСС (27 июля 2018). Дата обращения: 17 апреля 2021. Архивировано 17 апреля 2021 года.
7. ↑  АО «ИЗДАТЕЛЬСКИЙ ДОМ «КОМСОМОЛЬСКАЯ ПРАВДА». Роман Карманов. radiokp.ru. Дата обращения: 16 апреля 2021. Архивировано 16 апреля 2021 года.
8. ↑  Об утверждении состава Общественного совета при Министерстве культуры Российской Федерации. culture.gov.ru. Дата обращения: 22 января 2023. Архивировано 22 января 2023 года.
9. ↑  Максим Кавалеров. «Асснова» для всей России // Владивосток : газета. — 2000. — 21 июля (№ 820).
10. ↑  КАРМАНОВ Роман Владимирович. Владивостокский бизнес портал. Дата обращения: 16 апреля 2021. Архивировано 16 апреля 2021 года.
11. ↑  Вице-мэр администрации Владивостока Роман Карманов ушел в отставку - PrimaMedia. primamedia.ru. Дата обращения: 16 апреля 2021. Архивировано 16 апреля 2021 года.
12. ↑  Олег Клименко. Роман Карманов: Без полноценной информслужбы не обойтись... // Золотой Рог (Владивосток) : газета. — 2001. — 10 февраля (№ 11).
13. ↑  Трагедия в Иркутском треугольнике // Вечерняя Москва : газета. — 2001. — 4 июля.
14. ↑  Директор «Комсомольской правды на Дальнем Востоке» отмечает День Рождения. // Дейта (Владивосток) : информационное агентство. — 2005. — 16 февраля.
15. ↑  Роман Карманов. Вниманию агентств, предоставляющих рекламные, PR и маркетинговые услуги на
Дальнем Востоке — новая лента «Новости рынка рекламы и PR». // «Дейта» (г. Владивосток) : информационное агентство. — 2003. — 3 ноября.
16. ↑  Приморский край. Доходы от реализации почтовых услуг превысили 205 млн. рублей. // Regions.Ru : информационное агентство. — 2005. — 28 марта.
17. ↑  Наталья Аксенова. Кто будет управлять переменами в «Комсомолке»? // Конкурент (Владивосток) : газета. — 2004. — 16 марта (№ 10).
18. ↑  Состав экспертного совета премии «Компания года и менеджер года в Приморском крае — 2004» // Золотой Рог (Владивосток) : газета. — 2055. — 4 мая (№ 33 (1203)). — С. 7.
19. ↑  Зафиксирован рекордный тираж газеты «Аргументы и Факты» в Приморье // Интегрум-Техно : информационное агентство. — 2008. — 7 марта.
20. ↑  Андрей Дементьев. «АиФ-Приморье» укладывают в «Бизнес Кейс» // Коммерсантъ (Хабаровск) : газета. — 2007. — 17 февраля (№ 26).
21. 1 2  Media Guide :: Издательский дом «Комсомольская правда». mediaguide.ru. Дата обращения: 16 апреля 2021. Архивировано 16 апреля 2021 года.
22. ↑  Во Владивостоке выпустили "ежегодник" из фотографий – Інститут Розвитку Регіональної Преси (ІРРП) (укр.). Дата обращения: 16 апреля 2021.
23. ↑  "АиФ" заработает на первоклассниках. Advertology.Ru - все о рекламе, маркетинге и PR. Дата обращения: 16 апреля 2021. Архивировано 28 мая 2017 года.
24. ↑  Радио "Ви-Би-Си" утвердилось в желании продавать рекламу самостоятельно. Advertology.Ru - все о рекламе, маркетинге и PR. Дата обращения: 16 апреля 2021.
25. ↑  Радио VBC ищет таланты! VideoPLAY! // OnAir.ru : информационное агентство. — 2010. — 15 октября.
26. ↑  Легенды приморского радиоэфира // PrimMarketing.ru : информационное агентство. — 2011. — 23 марта.
27. ↑  Глава Владивостока уволил своего заместителя Романа Карманова. РИА Новости (11 июня 2013). Дата обращения: 16 апреля 2021. Архивировано 16 апреля 2021 года.
28. ↑  Бывший вице-мэр Владивостока возглавил Комсомольскую правду в Санкт-Петербурге - PrimaMedia. primamedia.ru. Дата обращения: 16 апреля 2021. Архивировано 16 апреля 2021 года.
29. ↑  Новым гендиректором. ЛенИздат.ru. Дата обращения: 16 апреля 2021. Архивировано 18 апреля 2021 года.
30. ↑  Представители СМИ критикуют предложение информировать об иностранном финансировании. ТАСС. Дата обращения: 16 апреля 2021. Архивировано 16 апреля 2021 года.
31. ↑  Александр ЯКОВЛЕВ. Игорь Минтусов. Итоги выборов в Госдуму-2016. dv.kp.ru (20 сентября 2016). Дата обращения: 16 апреля 2021. Архивировано 16 апреля 2021 года.
32. ↑  Радио «Комсомольская правда». На программе «Госдума-2016: перезагрузка» обсудили защиту трудовых прав. kp.ru (1 марта 2016). Дата обращения: 16 апреля 2021. Архивировано 16 апреля 2021 года.
33. 1 2  Центр ПРИСП. Премия РАПК 2016: все результаты. www.prisp.ru. Дата обращения: 16 апреля 2021. Архивировано 16 апреля 2021 года.
34. ↑  Москва | Новости | Экспозиция "Планета Москва" на ВДНХ: лучшие фотографии любимого города. mosday.ru. Дата обращения: 16 апреля 2021. Архивировано 16 апреля 2021 года.
35. ↑  На Baltic Weekend 2017 обсудят эффективные инструменты и проблемы фандрайзинга. Рамблер/новости. Дата обращения: 16 апреля 2021. Архивировано 16 апреля 2021 года.
36. ↑  Главные редакторы обсудят медийные войны на Baltic Weekend. ЛенИздат.ru. Дата обращения: 16 апреля 2021. Архивировано 18 апреля 2021 года.
37. ↑  На Baltic Weekend эксперты обсудят GR-эффективность для бизнеса | Пресс-релизы на РБК+ Калининград. РБК. Дата обращения: 17 апреля 2021. Архивировано 17 апреля 2021 года.
38. ↑  Владимир КОРОЛЕВ. Роман Карманов: Большая работа по продвижению Дальнего Востока началась. kp.ru (6 сентября 2017). Дата обращения: 14 апреля 2021. Архивировано 14 апреля 2021 года.
39. ↑  Минпромторг :: Документы. minpromtorg.gov.ru. Дата обращения: 14 апреля 2021. Архивировано 14 апреля 2021 года.
40. ↑  Алиса ТИТКО. В Москве состоялась церемония награждения победителей всероссийского проекта в области социальной ответственности «Герои нашего времени» 2017 года. kp.ru (14 декабря 2017). Дата обращения: 16 апреля 2021. Архивировано 16 апреля 2021 года.
41. ↑  Определен шорт-лист «Героев нашего времени» - 2018. Рамблер/новости. Дата обращения: 16 апреля 2021. Архивировано 16 апреля 2021 года.
42. ↑  «Герои нашего времени» будут названы 13 декабря. gudok.ru. Дата обращения: 16 апреля 2021. Архивировано 18 апреля 2021 года.
43. ↑  X форум «People Investor 2017». Агентство социальной информации. Дата обращения: 16 апреля 2021. Архивировано 16 апреля 2021 года.
44. ↑  Семен ГОРСКИЙ. Роман Карманов: «Комсомолка» стала посредником между рыбаками и обществом. kp.ru (28 сентября 2018). Дата обращения: 14 апреля 2021. Архивировано 14 апреля 2021 года.
45. ↑  Denis Vechernin. GR эффективность оценили на форуме Baltic Weekend: König Edition | GR NEWS. Дата обращения: 17 апреля 2021. Архивировано 17 апреля 2021 года.
46. ↑  В курском ЮЗГУ проходит форум «Медиапрорыв». Рамблер/новости. Дата обращения: 16 апреля 2021. Архивировано 16 апреля 2021 года.
47. ↑  «Медиапрорыв» в ЮЗГУ объединил весь город. Рамблер/новости. Дата обращения: 16 апреля 2021. Архивировано 16 апреля 2021 года.
48. ↑  «МКР-МЕДИА» принял участие в VIII Среднерусском экономическом форуме. Рамблер/новости. Дата обращения: 16 апреля 2021. Архивировано 16 апреля 2021 года.
49. ↑  Сформирован шорт-лист проекта «Героям – быть!» Рамблер/новости. Дата обращения: 16 апреля 2021. Архивировано 16 апреля 2021 года.
50. ↑  В шорт-лист "Героям – быть!" вошли 28 работников промышленных компаний и 5 благотворительных фондов. Рамблер/новости. Дата обращения: 16 апреля 2021. Архивировано 16 апреля 2021 года.
51. ↑  Светлана Морозова. Радио «Комсомольская правда» исполнилось 11 лет. radiokp.ru (17 февраля 2020). Дата обращения: 17 апреля 2021. Архивировано 17 апреля 2021 года.
52. ↑  Роман Карманов: «Политики прошли проверку на человечность». sanktpeterburg.bezformata.com. Дата обращения: 16 апреля 2021. Архивировано 16 апреля 2021 года.
53. ↑  VII форум «Город – это мы» пройдет в Чите и еще двух городах России. Рамблер/новости. Дата обращения: 16 апреля 2021. Архивировано 16 апреля 2021 года.
54. ↑  Началась заявочная кампания всероссийскиого конкурса «Доброволец России». Рамблер/новости. Дата обращения: 16 апреля 2021. Архивировано 16 апреля 2021 года.
55. ↑  В Уфе завершил работу Первый международный онлайн-форум. Рамблер/новости. Дата обращения: 16 апреля 2021. Архивировано 16 апреля 2021 года.
56. ↑  Составлен шорт-лист проектов Всероссийского конкурса социальных проектов "Инносоциум". ТАСС. Дата обращения: 17 апреля 2021. Архивировано 17 апреля 2021 года.
57. ↑  Продолжается прием заявок на премию губернатора Подмосковья «Медиана». Рамблер/новости. Дата обращения: 16 апреля 2021. Архивировано 16 апреля 2021 года.
58. ↑  Жюри соцпроекта "Героям – быть!" выбирает победителей. РИА Новости (16 декабря 2020). Дата обращения: 16 апреля 2021. Архивировано 16 апреля 2021 года.
59. ↑  Роман Карманов: 2020 вернул моду на добрые слова и взаимовыручку - EAOMedia. eaomedia.ru. Дата обращения: 16 апреля 2021. Архивировано 16 апреля 2021 года.
60. ↑  Форум социальных технологий «Город - это мы!» Агентство социальной информации. Дата обращения: 17 апреля 2021. Архивировано 17 апреля 2021 года.
61. 1 2  Ася КУЗНЕЦОВА. Три топ-менеджера "Комсомольской правды" получили награду "Медиа-Менеджер России". kp.ru (1 июля 2021). Дата обращения: 23 апреля 2023. Архивировано 23 апреля 2023 года.
62. ↑  Международный форум «Корпоративное волонтерство: бизнес и общество». corpvolunteers.ru. Дата обращения: 14 апреля 2021. Архивировано 20 апреля 2021 года.
63. ↑  Журналисты предложили создать ассоциацию социально ориентированных СМИ. Рамблер/новости. Дата обращения: 16 апреля 2021. Архивировано 16 апреля 2021 года.
64. ↑  Форум "Корпоративное волонтерство: бизнес и общество". РИА Новости (21 ноября 2019). Дата обращения: 16 апреля 2021. Архивировано 16 апреля 2021 года.
65. ↑  DaDobro.com - Центр Корпоративного Волонтерства - Скажи миру Da! DaDobro.com. Дата обращения: 14 апреля 2021. Архивировано 18 апреля 2021 года.
66. ↑  Слатова, Валерия (8 июня 2021). Роман Карманов рассказал о том, чем будет заниматься Президентский фонд культурных инициатив. RKP. Архивировано 24 июня 2021. Дата обращения: 21 июня 2021.
67. ↑  Ксения АНУФРИЕВА. Первый заместитель генерального директора «Комсомольской правды» Роман Карманов стал главой фонда культурных инициатив. kp.ru (7 июня 2021). Дата обращения: 21 июня 2021. Архивировано 24 июня 2021 года.
68. ↑  Каждый 7 предприниматель Югры занят в креативных индустриях. ugra-tv.ru. Дата обращения: 26 июля 2022. Архивировано 26 июля 2022 года.
69. ↑  Статьи - Новый конкурс промышленного дизайна и инновационных проектов "Дизайн Акт-2022". РЕВИЗОР.РУ. Дата обращения: 26 июля 2022. Архивировано 9 августа 2022 года.
70. ↑  Фестиваль новой культуры «Белый июнь» представляет деловую программу. pravdasevera.ru. Дата обращения: 26 июля 2022. Архивировано 21 июня 2022 года.
71. ↑  Распоряжение Правительства Российской Федерации от 18.08.2022 № 2314-р ∙ Официальное опубликование правовых актов ∙ Официальный интернет-портал правовой информации. publication.pravo.gov.ru. Дата обращения: 23 апреля 2023. Архивировано 23 апреля 2023 года.
72. ↑  Креативные индустрии. Первый канал. 1tv.ru. Дата обращения: 23 апреля 2023. Архивировано 23 апреля 2023 года.
73. ↑  Учрежден новый состав Общественного совета при Минкультуры. www.intermedia.ru (20 января 2023). Дата обращения: 22 января 2023. Архивировано 21 января 2023 года.
74. ↑  Павел САХАРОВСКИЙ. Губернатор Приморья и мэр краевой столицы стали участниками Попечительского совета музея Арсеньева. dv.kp.ru (20 апреля 2023). Дата обращения: 23 апреля 2023. Архивировано 23 апреля 2023 года.
75. ↑  Президентский фонд культурных инициатив: кто и на что получит гранты? Роман Карманов | ВЭФ 2021 – видео. plainnews.ru. Дата обращения: 23 апреля 2023. Архивировано 23 апреля 2023 года.
76. ↑  Семён Вепров. Фестивали по всей стране. Какие проекты получают гранты? AiF (6 сентября 2022). Дата обращения: 23 апреля 2023. Архивировано 23 апреля 2023 года.
77. ↑  Глава Президентского Фонда культурных инициатив: поддерживая креативную индустрию, фонд помогает развитию регионов. Interfax.ru. Дата обращения: 23 апреля 2023. Архивировано 23 апреля 2023 года.
78. ↑  Роман Карманов: «Мы пробьем брешь в культурной блокаде». spb.mk.ru. Дата обращения: 23 апреля 2023. Архивировано 23 апреля 2023 года.
79. ↑  Р. И. А. Новости. Роман Карманов: этот год посвящен образовательным проектам. РИА Новости (17 июня 2022). Дата обращения: 23 апреля 2023. Архивировано 23 апреля 2023 года.
80. ↑  На форуме «Сообщество» рассказали, как творческие люди развивают экономику | ДВ-РОСС — новости Дальнего Востока. trud-ost.ru. Дата обращения: 23 апреля 2023. Архивировано 23 апреля 2023 года.
81. ↑  Олег ОРЛОВ. На форуме «Сообщество» в Хабаровске рассказали, как творческим людям получить грантовую поддержку. hab.kp.ru (6 сентября 2021). Дата обращения: 23 апреля 2023. Архивировано 23 апреля 2023 года.
82. ↑  Работа журналистов удостоилась наград от социального университета. Рамблер/новости. Дата обращения: 16 апреля 2021. Архивировано 16 апреля 2021 года.
83. ↑  Четыре приморца вошли в топ лучших управленцев России - PrimaMedia. primamedia.ru. Дата обращения: 16 апреля 2021. Архивировано 16 апреля 2021 года.
84. ↑  Корпоративное волонтёрство в России становится мейнстримом. news.myseldon.com. Дата обращения: 16 апреля 2021. Архивировано 16 апреля 2021 года.
85. ↑  Национальная премия в области медиабизнеса 2019. media-manager.ru. Дата обращения: 17 апреля 2021. Архивировано 17 апреля 2021 года.
86. ↑  Объявлены победители конкурса "Лидеры России. Политика". Рамблер/новости. Дата обращения: 16 апреля 2021. Архивировано 16 апреля 2021 года.
87. ↑  Ксения АНУФРИЕВА. Настоящая «Игра престолов»: Роман Карманов рассказал об оценочной системе конкурса «Лидеры России. Политика». kp.ru (30 октября 2020). Дата обращения: 16 апреля 2021. Архивировано 16 апреля 2021 года.
88. ↑  Указ Президента Российской Федерации от 6 ноября 2024 года № 953 «О награждении государственными наградами Российской Федерации». Дата обращения: 6 ноября 2024. Архивировано 11 декабря 2024 года.
89. ↑  Распоряжение Правительства Российской Федерации от 19 ноября 2024 года № 3334-р «О поощрении Правительством Российской Федерации». Дата обращения: 21 ноября 2024. Архивировано 21 ноября 2024 года.